# رحال بوبريك
رحال بوبريك (مواليد 1965، طانطان) هو أستاذ وباحث مغربي في مجال الأنثروبولوجيا، يشغل منصب مدير المعهد الملكي للبحث في تاريخ المغرب منذ 2024، وأستاذ الأنثروبولوجيا التاريخية بجامعة محمد الخامس بالرباط، وباحث في معهد الدراسات الإفريقية التابع لنفس الجامعة. يُعدّ من أبرز المتخصصين في دراسة المجتمعات الصحراوية والتصوف والإسلام الشعبي.

## المسار الأكاديمي
حصل بوبريك على شهادة البكالوريا عام 1986، ثم الإجازة في علم الاجتماع من جامعة محمد الخامس سنة 1990، قبل أن يتابع دراسته العليا بفرنسا، حيث حصل على دبلوم الدراسات المعمقة من جامعة السوربون سنة 1993، ثم دكتوراه الدولة في الأنثروبولوجيا من جامعة إيكس-مارسيليا سنة 1997. درّس في عدد من الجامعات المغربية، من بينها جامعة ابن زهر بأكادير، وجامعة ابن طفيل بالقنيطرة، وجامعة محمد الخامس بالرباط، كما عمل مديرًا لمركز الدراسات الصحراوية. واشتغل أيضًا باحثًا بمعهد برلين، وأستاذًا زائرًا في كلّ من المدرسة العليا للدراسات في العلوم الاجتماعية بباريس، ومعهد الدراسات الإفريقية بجامعة ليدن الهولندية.
تركّز أبحاث رحال بوبريك على المجتمعات الصحراوية، وتحولات الهوية والبنية الاجتماعية والدينية في الصحراء المغربية، كما اهتم بالصوفية والطريقة التيجانية، والانتقال من البداوة إلى التمدّن، بالإضافة إلى قضايا الإسلام الشعبي، والأنثروبولوجيا السياسية.

## المهام العلمية
- مدير المعهد الملكي للبحث في تاريخ المغرب (منذ 2024).[4] [5]
- عضو المجلس العلمي لمؤسسة جاك بيرك للأبحاث الاجتماعية.
- مؤسس وعضو هيئة تحرير مجلة هِسبِريس-تامودا.
- مدير سابق لمركز الدراسات الصحراوية.

## مؤلفاته

### باللغة العربية:
- دراسات صحراوية المجتمع والسلطة والدين، دار أبي رقراق، 2008.
- بركة النساء: الدين بصيغة المؤنث، إفريقيا الشرق، 2010.[6]
- زمن القبيلة السلطة وتدبير العنف في المجتمع الصحراوي، أبي رقراق، الرباط، 2019.
- الأنثروبولوجيا: نظريات وتجارب، إفريقيا الشرق، الدار البيضاء، 2019.
- المجتمع الصحراوي من عالم الخيمة إلى فضاء المدينة، 2021.
- من صلحاء القبائل إلى علماء الدولة. أنثروبولوجيا الإسلام عند إرنست كلنر، 2022.
- قضية الصحراء جذور صناعة استعمارية 1884-1975، 2024[7]

### باللغة الفرنسية:
- De la tente à la ville. La société sahraouie et la fin du nomadisme، La Croisée des Chemins، الدار البيضاء، 2017.
- Entre Dieu et la tribu. Homme de religion et pouvoir politique en Mauritanie، كلية الآداب، الرباط، 2011.
- La ville dans la société bédouine، معهد الدراسات الإفريقية، الرباط، 2003 (بالعربية والفرنسية).
- Saints et société en Islam : la confrérie ouest saharienne Fâdiliyya، منشورات CNRS، باريس، 1999.
- La question du Sahara 1884–1975, 2024.